# زاغة (مقاطعة دهغلان)
زاغة (بالفارسية: زاغه) هي قرية تقع في Bolbanabad District في إيران. يقدر عدد سكانها بـ 179 نسمة .